# 三重県道46号南島大宮大台線
三重県道46号南島大宮大台線（みえけんどう46ごう なんとうおおみやおおだいせん）は、三重県度会郡南伊勢町から多気郡大台町に至る主要地方道（三重県道）である。

## 概要
この道路の途中にある藤坂峠は、いわゆる険道の1つとして知られる。

### 路線データ
- 起点：度会郡南伊勢町河内
- 終点：多気郡大台町下楠（七保大橋北交差点）
- 総延長：18.960 km
- 旧称：三重県道426号下楠南島線、三重県道46号南島大台線

## 歴史
- 1959年（昭和34年）1月25日 - 三重県が一般県道426号下楠南島線を認定。
- 1982年（昭和57年）
  - 4月1日 - 建設省（現・国土交通省）が一般県道下楠南島線を主要地方道南島大台線に指定[1]。
  - 12月3日 - 三重県が主要県道46号南島大台線を認定。
- 1988年（昭和63年）11月15日 - 三重県が主要県道46号南島大宮大台線へ改称。
- 1993年（平成5年）5月11日 - 建設省から、主要県道南島大台線が南島大宮大台線として主要地方道に再指定される[2]。

## 路線状況

### 重複区間
- 三重県道38号伊勢大宮線（大紀町永会 - 大紀町打見）

## 地理

### 通過する自治体
- 度会郡南伊勢町
- 度会郡大紀町
- 多気郡大台町

### 交差する道路
- 国道260号（起点）
- 三重県道151号度会大宮線（大紀町永会）
- 三重県道38号伊勢大宮線（大紀町永会）
- 三重県道38号伊勢大宮線（大紀町打見）
- 国道42号（終点）

### 沿線にある施設など
小さな山あいの集落が点在する。
- JA伊勢河内出張所
- 河内川
- 藤川（宮川支流）
- 七保郵便局
- 野添山村広場（山村公園）
- 大紀町立七保小学校
- 大紀町役場七保出張所

## 参考資料
- 『県別マップル24 三重県道路地図』（昭文社、2009年3版1刷発行、ISBN 978-4-398-62474-1 、70,73ページ）